# 이상신 (만화가)
이상신 (1976년~ )는 대한민국의 만화가이다. 대표 작품으로는 《츄리닝》, 《꽃가족》, 《우당탕탕 따식이》, 《워킹히어로》, 《첩보의 별》이 있다.

## 일생
고등학생 때 만화가가 되기로 결심하고 우리나라에 당시로 유일했던 만화학과인 공주대학교 만화학과에 수석 합격하지만, 학교가 너무 멀어서 서울에서 재수하는 친구들이랑 멀어진다는 이유로 1년을 쉬고 신설된 세종대학교 만화학과에 96학번으로 입학한다. 그곳에서 수업하던 양영순 작가의 소개로 같은 대학교 1년 후배인 국중록을 만나게 되고, 둘이 대학교에서 그린 만화 《츄리닝》의 원고가 온라인 스투닷컴에서 받아들여져 2003년 데뷔한다. 이후로 국중록 작가와 함께 머니투데이에 《긍정의 변화》를, 네이버 웹툰에 《꽃가족》, 《워킹히어로》, 《첩보의 별》을 연재한다. 《꽃가족》의 100화, 200화 특집으로 그린 특별만화 《우당탕탕 따식이》를 국중록과 함께 피키툰에 66화까지 연재하기도 했다.